# Muzeum Indyjskie w Kolkacie
Muzeum Indyjskie w Kolkacie – muzeum założone w 1814 przez duńskiego botanika dra Nathaniela Wallicha w Serampore (nazywanego pierwotnie Frederischnagore) koło Kolkaty w Indiach. Jest jednym z najstarszych muzeów na świecie, gromadzącym obiekty z różnych dziedzin.
Muzeum Indyjskie było pierwszą tego typu placówką w Azji. W latach 1814–1878 mieściło się w siedzibie The Royal Asiatic Society of Bengal w Kolkacie. Następnie wybudowano okazałą siedzibę, dla lepszej prezentacji zbiorów (Maidan of Calcutta, J.L. Nehru Road, Kolkata-72).
W salach muzealnych prezentowane są: szkielety dinozaurów, meteoryty, egiskie mumie, stupy z Barhut, prochy Byddy, kolumny Asioki (kamienne lwy z głowicy stały się godłem Indii), jak również pokaźne kolekcje rzadkich antyków i sztuki indyjskiej.